# Жеведь
Же́ведь — село в Україні, у Гончарівській селищній громаді Чернігівського району Чернігівської області. Населення становить 439 осіб. До 2016 орган місцевого самоврядування — Жеведська сільська рада. Село розташоване за 35 кілометрів від Чернігова.
Біля села розташований Жеведський заказник.

## Історія
Знаходиться при р. Жеведь (Жеведюха), що витікає з Кардашової кручі. Жеведь — жива вода (сильна вода — сома), живец. Культ язичницької богині Живи. Річка Жеведь (Живода) відома з королівської грамоти 1619 р. Назва р. Коренівка вказує на боярина Коренева.
Село було засновано на початку XVII століття, як вотчина роду Даниленків. Усі Даниленки були військовими, а ця земля була нагородою від московського царя за сумлінну службу. Останнім з роду Даниленків, хто володів цим наділом до Жовтневого повстання був Даниленко Лідор, який встиг залишити рідну землю до встановлення радянської влади та переїхати з одним із синів-байстрюків за кордон.
Відомо з письмового джерела 1690 р. На початку 18 ст. — 30 дворів. Засновником поселення є Семен Лизогуб. Заселено поселення не раніше 1713 і не пізніше 1718 року.
За даними на 1859 рік у казенному, козацькому й власницькому селі Чернігівського повіту Чернігівської губернії мешкало 637 осіб (318 чоловічої статі та 319 — жіночої), налічувалось 210 дворових господарств, існувала православна церква й винокурний завод.
Станом на 1886 у колишньому власницькому селі Слабинської волості мешкало 722 особи налічувалось 124 дворових господарства, існували 8 вітряних млинів й крупорушка.
За переписом 1897 року кількість мешканців зросла до 980 осіб (509 чоловічої статі та 471 — жіночої), з яких всі — православної віри.
У селі працював видатний етнограф Борис Грінченко, збираючи матеріали для збірника «Из уст народа». Зокрема, тут він записав вірування, що коли падає град — треба викинути лопату або сокиру.

## Населення

### Мова
Розподіл населення за рідною мовою за даними перепису 2001 року:
| Мова            | Кількість | Відсоток |
| --------------- | --------- | -------- |
| українська      | 422       | 96.13%   |
| російська       | 16        | 3.64%    |
| інші/не вказали | 1         | 0.23%    |
| Усього          | 439       | 100%     |

## Топоніміка
Кутки: Красовщина, Гута, урочища: Рим, Гореваха гора, Гостиш, Пухов, Стахов остров, річки: Коренівка, Угор, Жорванок.
Вулиці: Молодіжна.

## Уродженці
Олексій Стах — учений, живе в Канаді. У свій час був наймолодшим (34 роки) професором в СРСР.

## Галерея

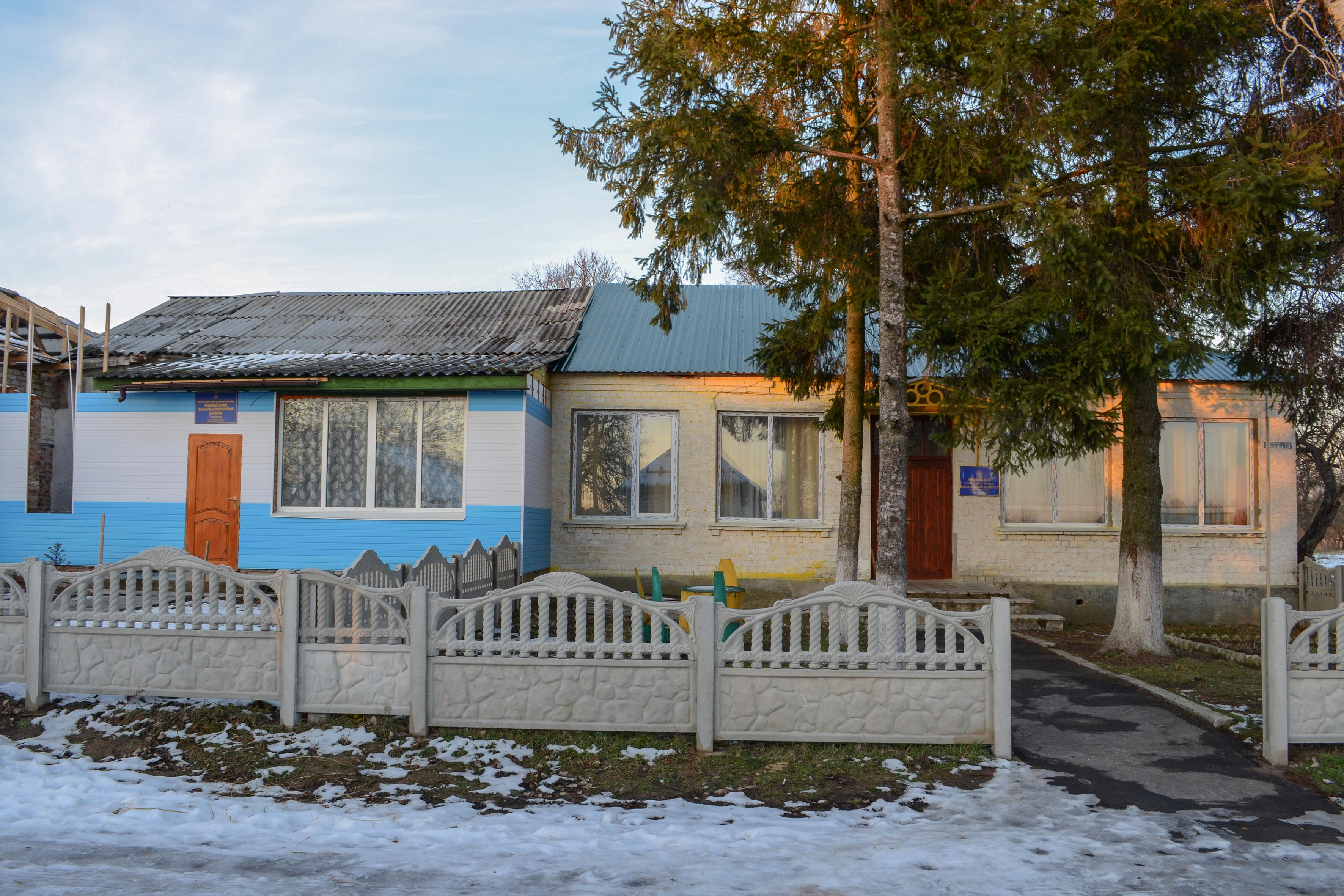
школа і сільрада
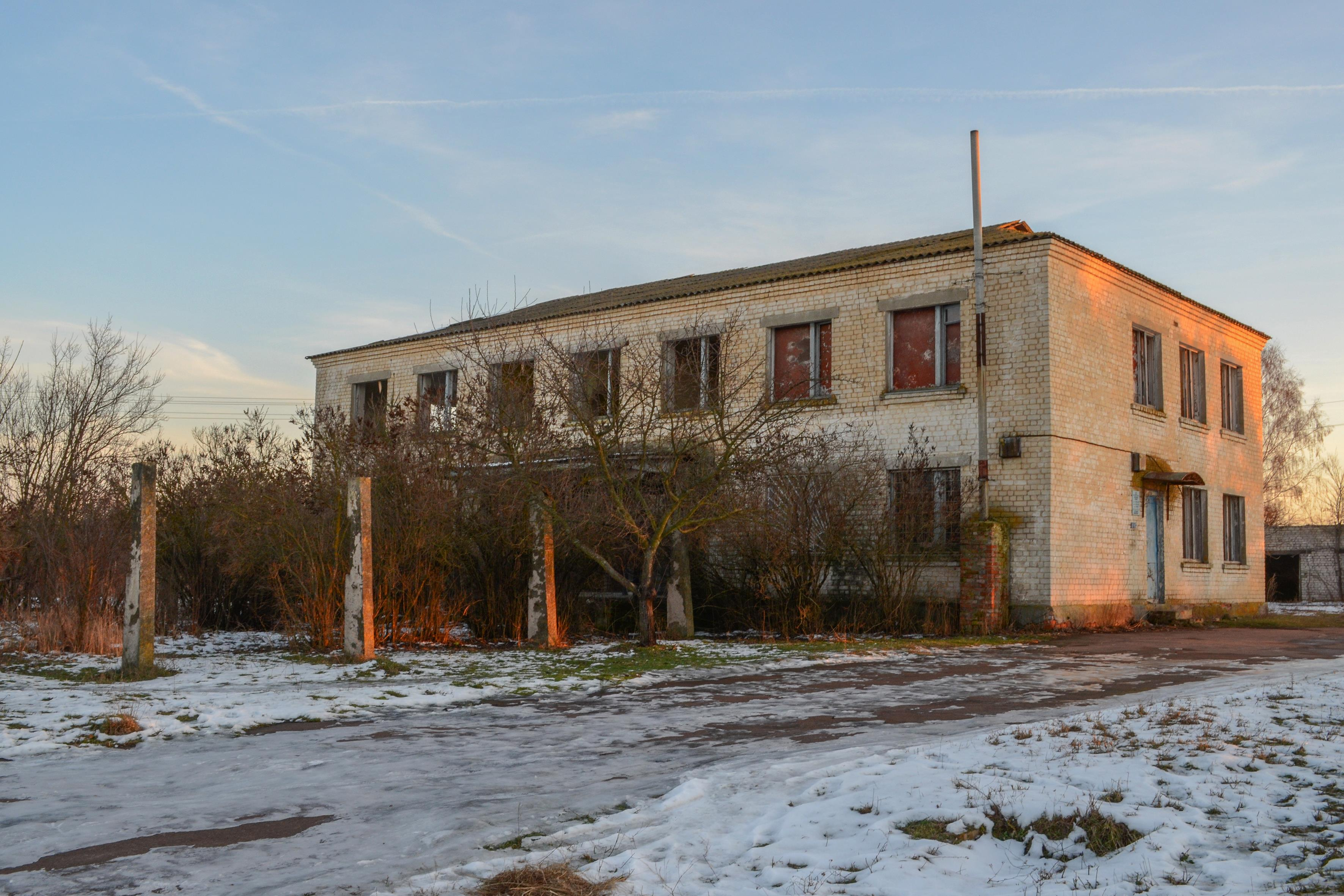
покинута будівля (пошта)
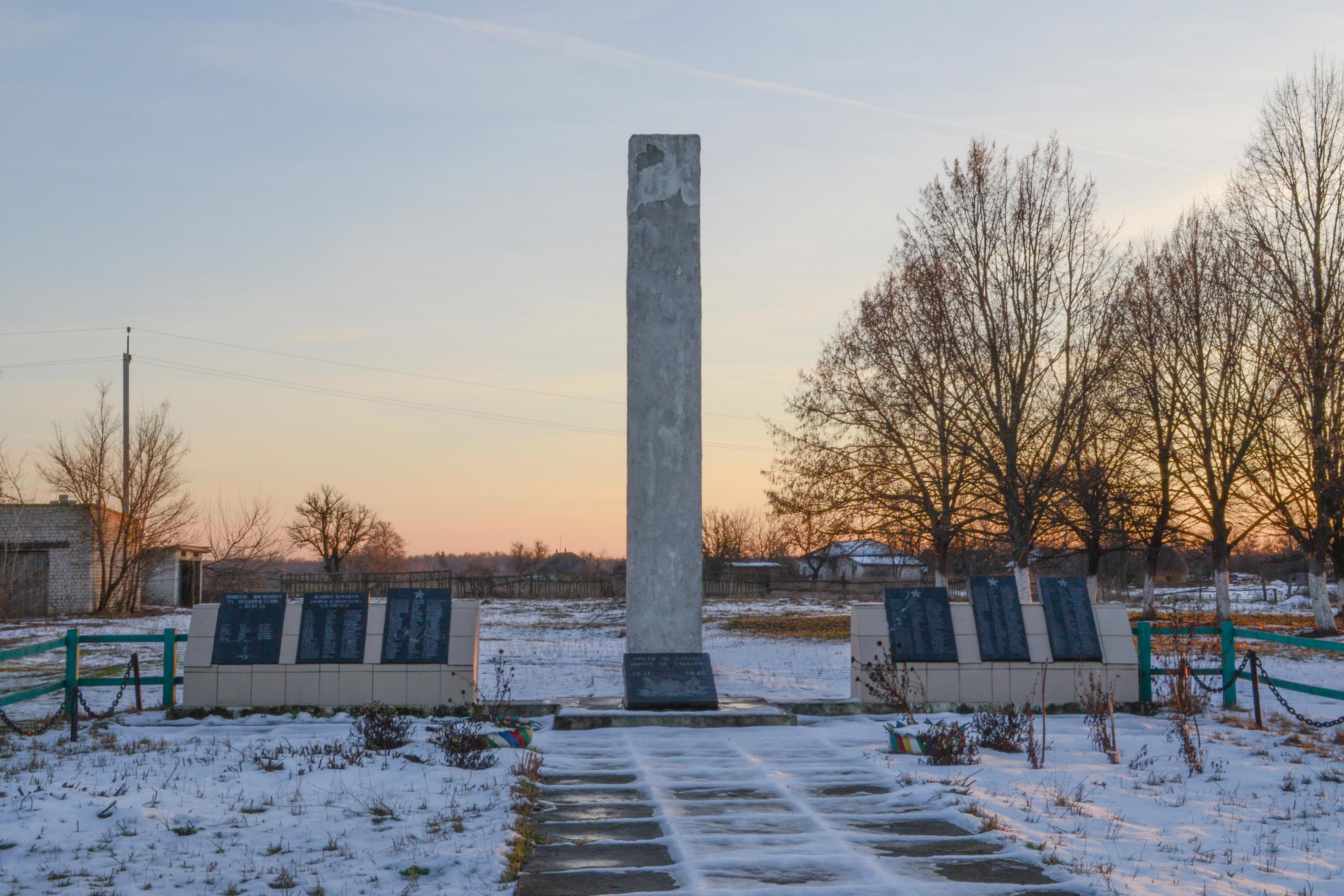
пам'ятник загиблим у Другій світовій війні
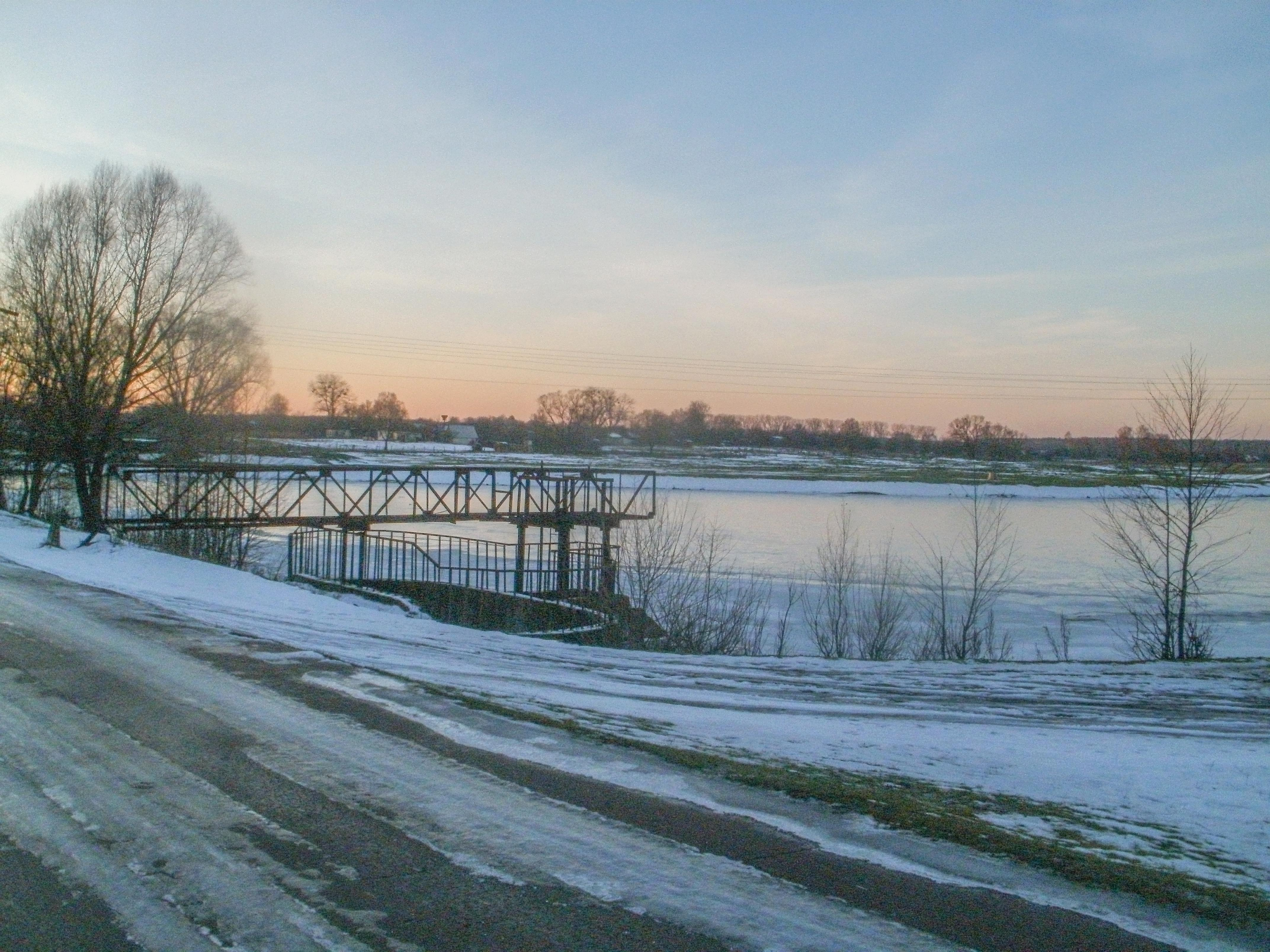
ставок за селом
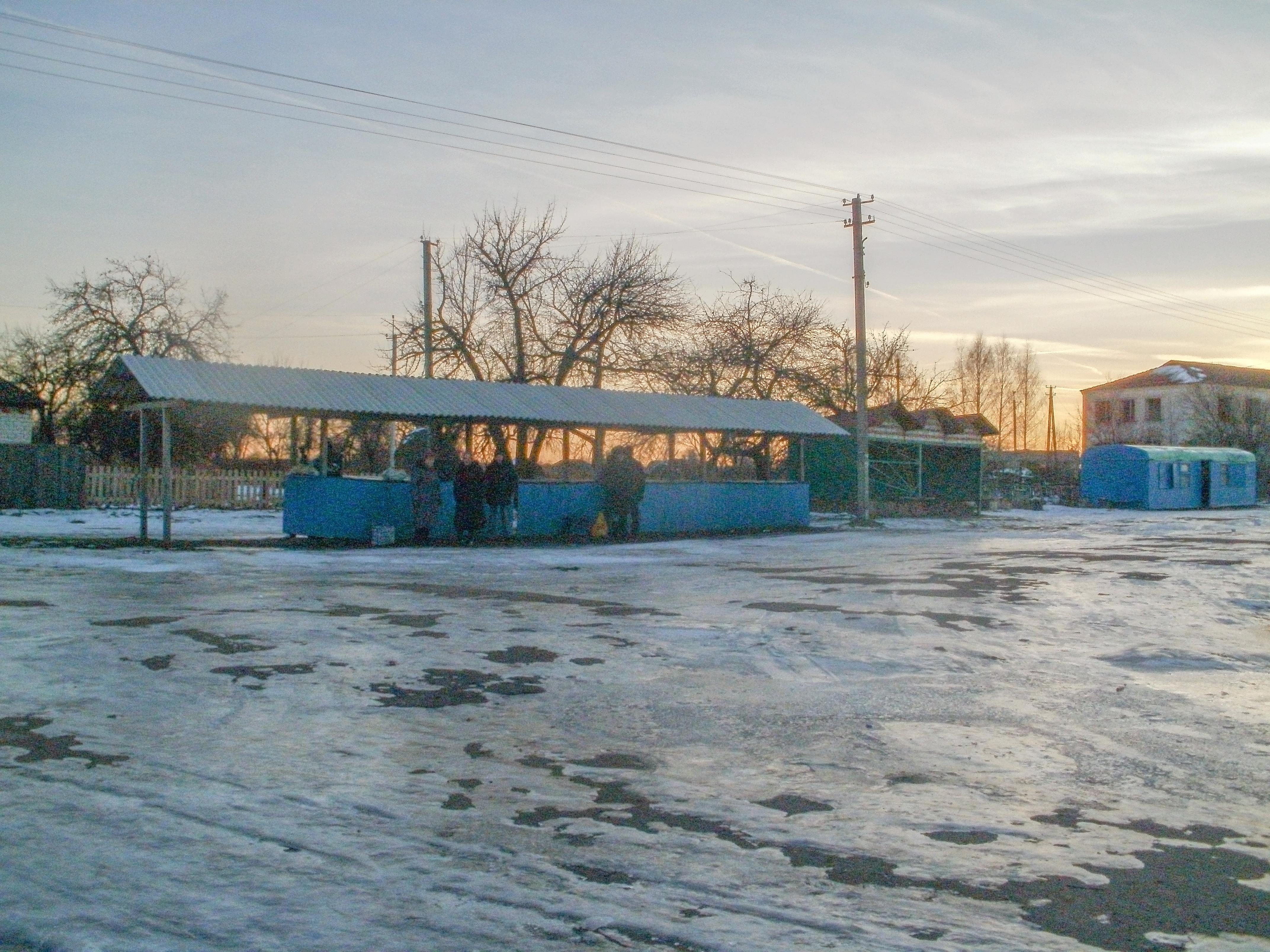
базар та автобусна зупинка
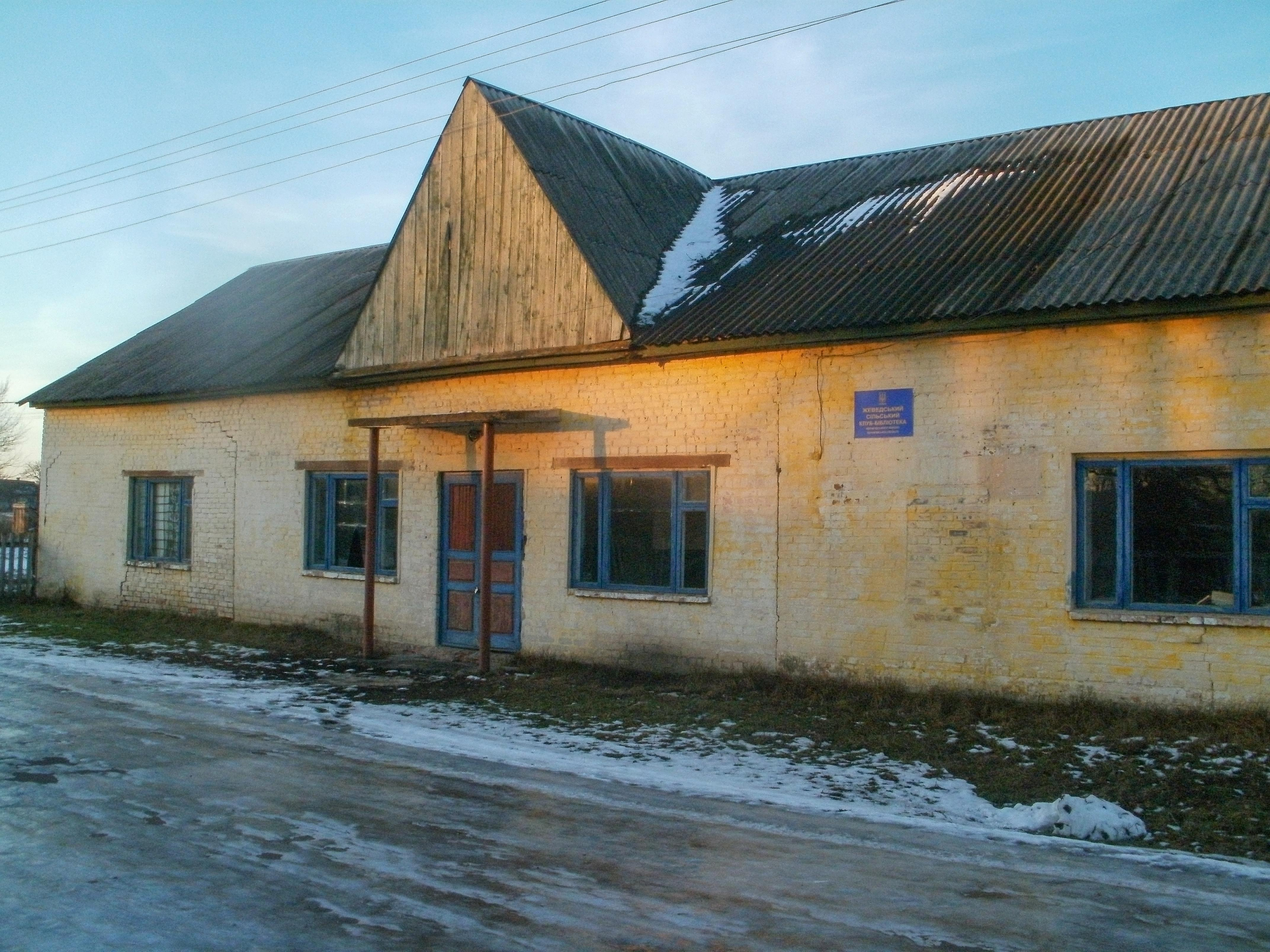
Жеведівський клуб-бібліотека
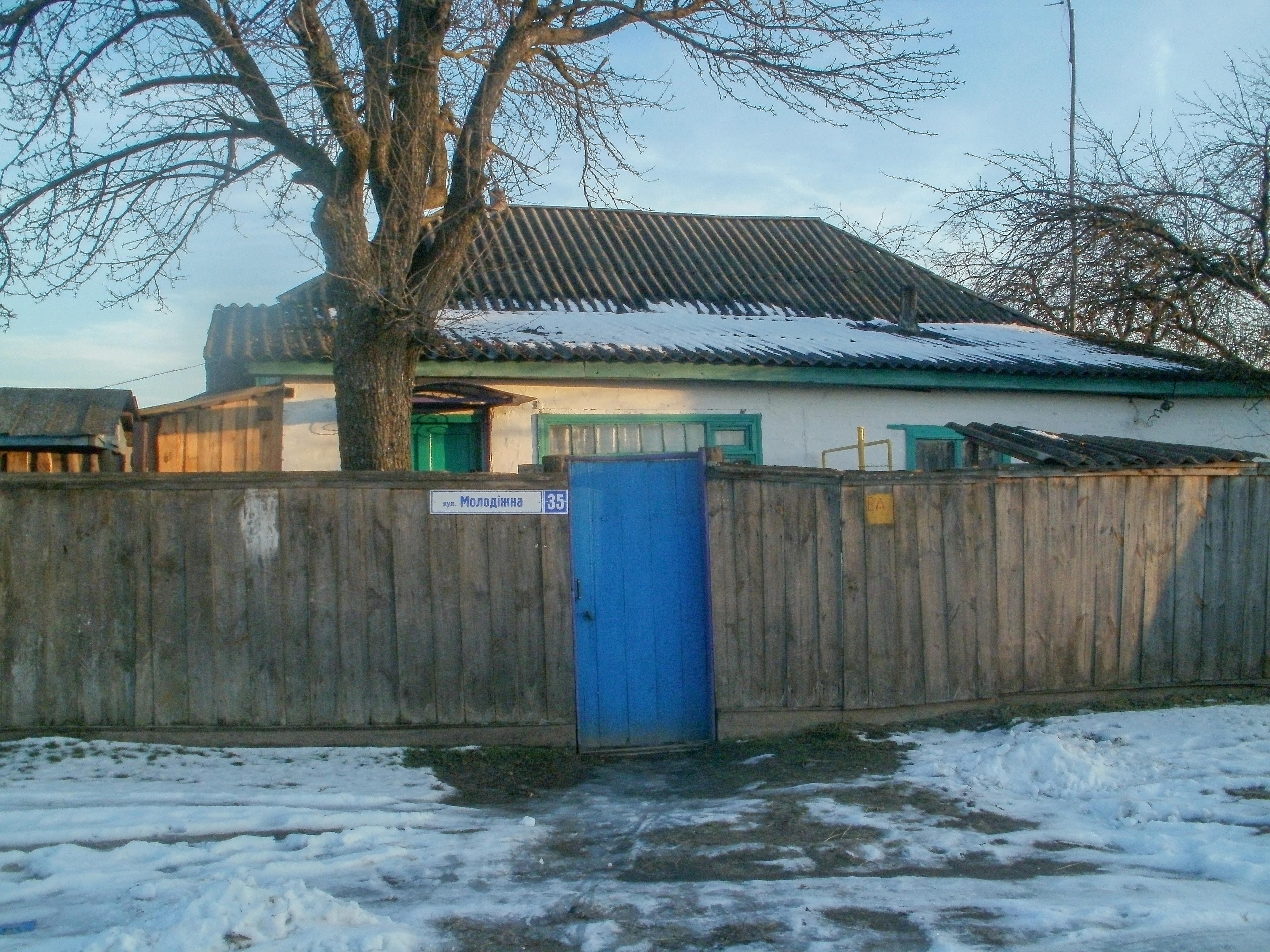
типова хата
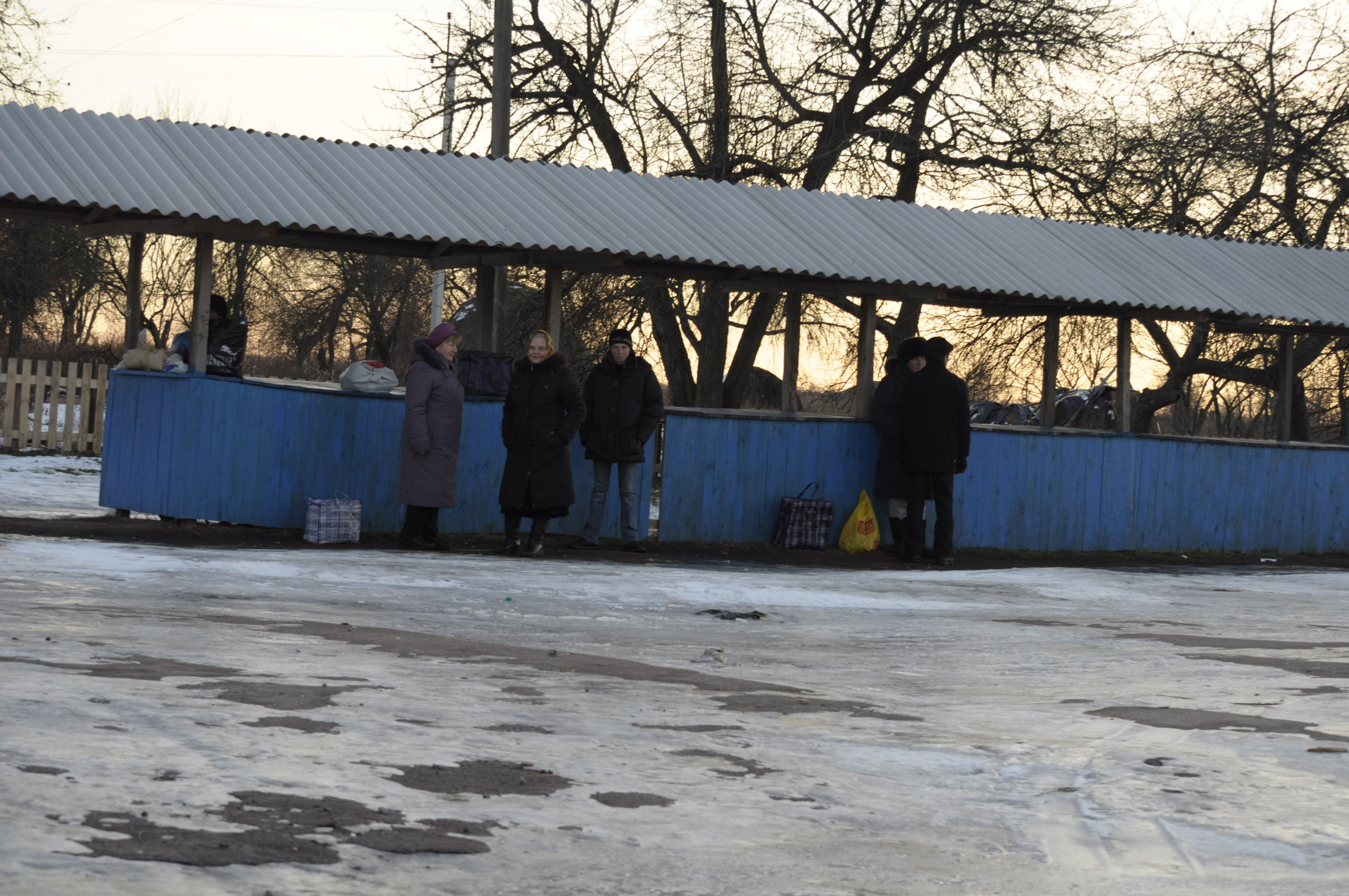
базар та автобусна зупинка
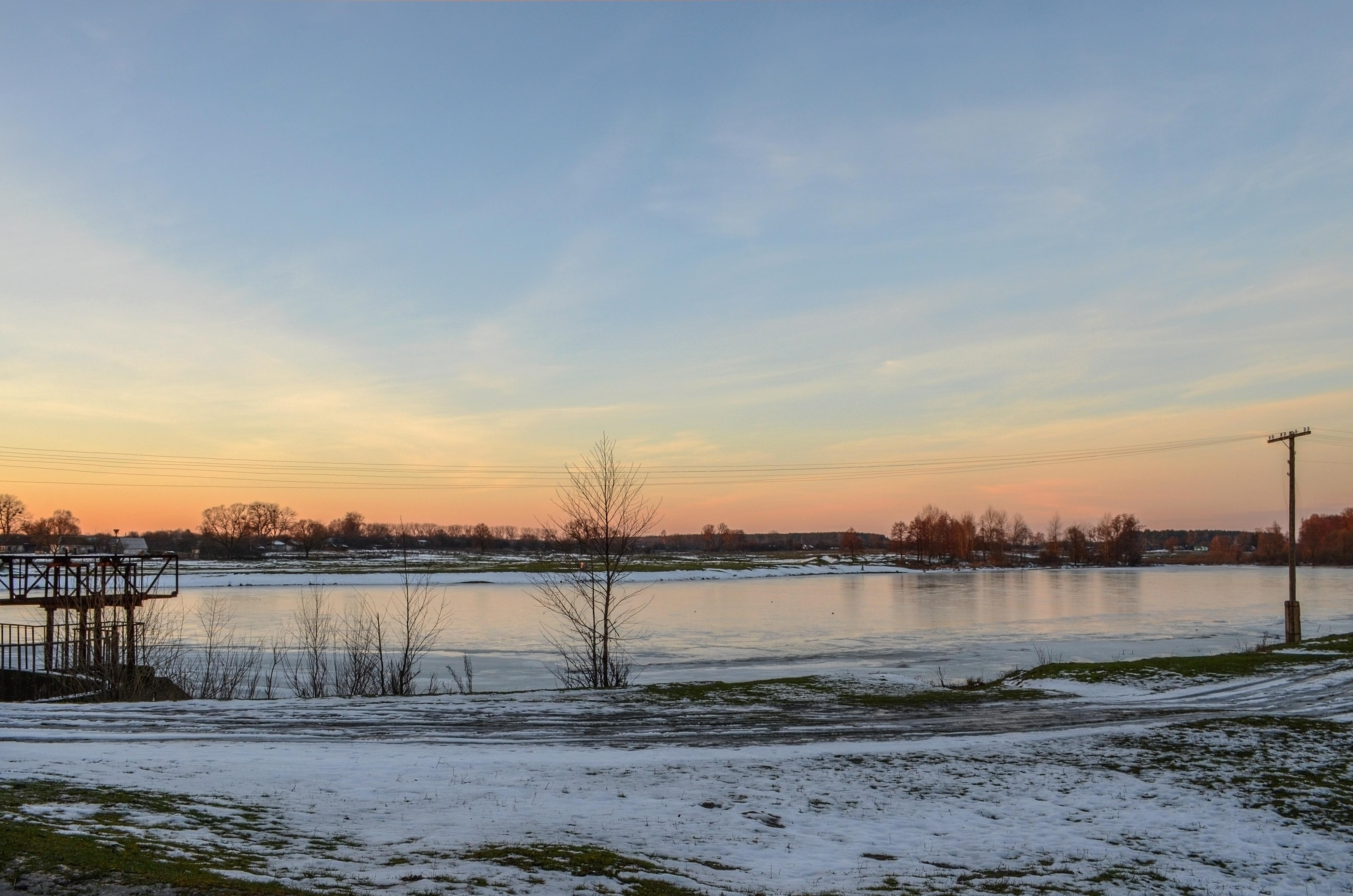
ставок між селами Смолин та Жеведь, гідрологічний заказник